# Język sumbawa
Język sumbawa (basa Semawa) – język należący do grupy malajsko-polinezyjskiej, używany w zachodniej części indonezyjskiej wyspy Sumbawa oraz na wschodzie wyspy Lombok. Według danych z 1989 roku posługuje się nim 300 tys. osób.
Jest blisko spokrewniony z językami balijskim i sasak, z którymi tworzy grupę języków balijsko-sasacko-sumbawańskich. Występuje silnie zróżnicowanie wewnętrzne; da się wyróżnić cztery dialekty – sumbawa besar, taliwan, jereweh, tongo. Między dialektami zaobserwowano ograniczony poziom wzajemnej zrozumiałości. Dialekt sumbawa besar pełni funkcję lingua franca.
Na obszarach miejskich został w dużej mierze wyparty przez język indonezyjski. Na terenach wiejskich pozostaje preferowanym środkiem komunikacji i jest przyswajany przez inne grupy etniczne. Jest wykorzystywany w kontaktach domowych i w obrębie lokalnej społeczności.
Istnieją pewne prace poświęcone temu językowi: Morfologi dan sintaksis Bahasa Sumbawa (1986) , Sunbawa-go no Bunpō (2006).
Zasadniczo służy jedynie jako język mówiony. Brak wypracowanej ortografii. Historycznie był zapisywany wariantem pisma bugijsko-makasarskiego.